# Hygrotus lernaeus
Hygrotus lernaeus är en skalbaggsart som först beskrevs av Hermann Rudolph Schaum 1857.  Hygrotus lernaeus ingår i släktet Hygrotus och familjen dykare. Inga underarter finns listade i Catalogue of Life.